# 골든차일드의 음반 목록
다음은 대한민국의 음악 그룹 골든차일드의 음반 목록이다.